# Zionsville
Zionsville és una població dels Estats Units a l'estat d'Indiana. Segons el cens del 2000 tenia 8.775 habitants.

## Demografia
Segons el cens del 2000, Zionsville tenia 8.775 habitants, 3.063 habitatges, i 2.407 famílies. La densitat de població era de 584,1 habitants/km².
Dels 3.063 habitatges en un 45,5% hi vivien nens de menys de 18 anys, en un 70,5% hi vivien parelles casades, en un 6,8% dones solteres, i en un 21,4% no eren unitats familiars. En el 19,1% dels habitatges hi vivien persones soles el 7,5% de les quals corresponia a persones de 65 anys o més que vivien soles. El nombre mitjà de persones vivint en cada habitatge era de 2,8 i el nombre mitjà de persones que vivien en cada família era de 3,23.
Per edats la població es repartia de la següent manera: un 31,7% tenia menys de 18 anys, un 4,2% entre 18 i 24, un 27,8% entre 25 i 44, un 25,6% de 45 a 60 i un 10,7% 65 anys o més.
L'edat mediana era de 38 anys. Per cada 100 dones de 18 o més anys hi havia 86,8 homes.
La renda mediana per habitatge era de 81.770 $ i la renda mediana per família de 95.359 $. Els homes tenien una renda mediana de 62.334 $ mentre que les dones 35.823 $. La renda per capita de la població era de 35.049 $. Entorn del 4% de les famílies i el 4% de la població estaven per davall del llindar de pobresa.

## Poblacions més properes
El següent diagrama mostra les poblacions més properes.